# Room full of tears
Room full of tears is een lied van The Drifters dat werd geschreven door Doc Pomus en Mort Shuman.
Het kwam op 18 december 1961 uit op een single met Somebody new dancin' with you op de B-kant. In Verenigde Staten bereikte de single nummer 72 van de Billboard Hot 100; de single kwam ook in het Verenigd Koninkrijk uit. In 1962 brachten The Drifters het uit op hun album Save the last dance for me en in de loop van de jaren op een reeks verzamelalbums.
Van het nummer verschenen in de loop van de jaren covers van diverse artiesten. Enkele voorbeelden zijn van: Jay and the Americans (Wax museum, 1970), The Cats (Live, 1984 – Flyin' high, 1985), Black Sabbath (Greatest hits, voor 1988) en John Holt (1000 Volts of Holt, 2009). De versie van The Cats belandde in 2013 in de Volendammer Top 1000.
In het lied is de zanger in tranen omdat zijn geliefde bij hem weg is. Hij hoopt dat ze weer terugkomt, want zonder haar kan hij niet verder.